# Skilsnäs naturreservat (Jönköpings län)
Skilsnäs är ett naturreservat i Dörarps socken i Ljungby kommun och Tånnö socken i Värnamo kommun i Kronobergs och Jönköpings län.
Reservatet är 202 hektar stort och skyddat sedan 2001. Det domineras av ädellövsskog och barrskog på en halvö ut i sjön Flåren.
Skogen har olika åldrar och är i olika nedbrytningsstadier. Här finns ett rikt fågelliv.

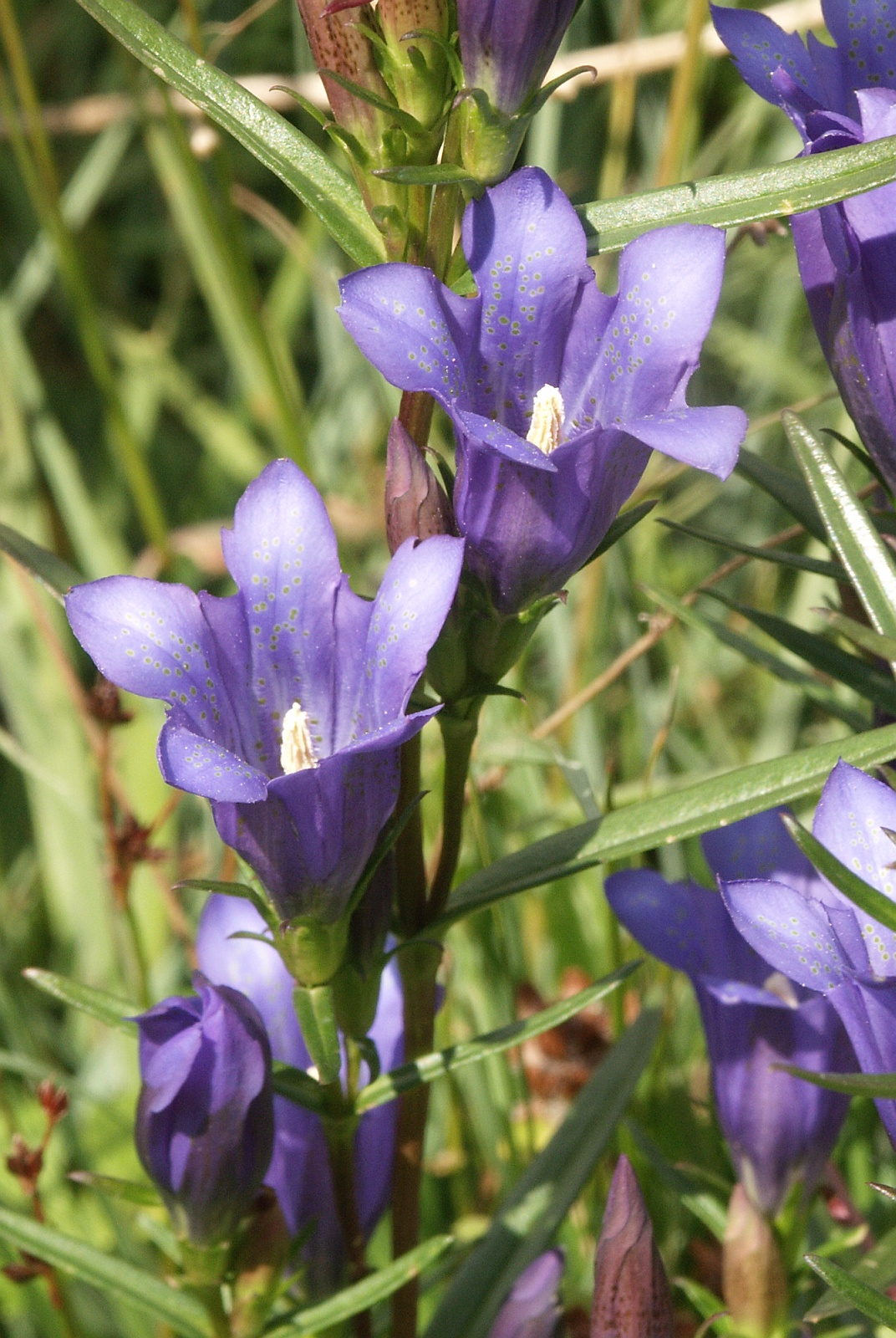
Klockgentiana

Skilsnäs är under en stor del av året mer en ö än en halvö. Området är en stenigt och blockigt. Det har tidigare använts för bete och slåtter. Idag är området bevuxet med gammal bokskog och ädellövblandskog. Skogen på Skilsnäs har stått så gott som orörd de senaste 70 åren och det finns en mängd döende bok och björk. Det finns högstubbar, torrträd och liggande stammar. Därmed är området rikt på lavar, mossor, insekter och svampar. På marken växer tandrot, vispstarr, hässlebrodd och blåsippa. Längs stränderna kan man hitta klockgentiana.
Kring halvön finns flera små öar och skär. Där häckar fiskgjuse, storlom, havstrut och fisktärna. I södra delen av reservatet ligger Furuöarna.